# 大小 (賭博)

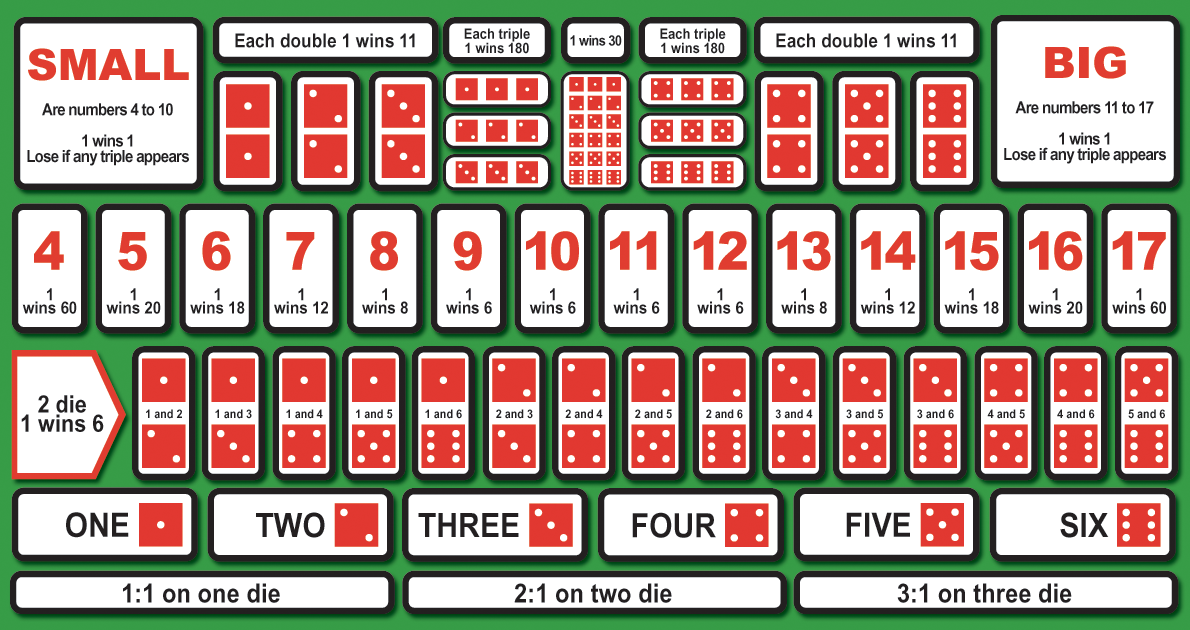
大小

大小（だいしょう）あるいは大細（だいさい、広東語: たいさい）とは、3個のサイコロを用いて、その出目の合計数などを予想する賭博である。シックボー(Sic-Bo)とも呼ばれる。
主にアジア（特にマカオ）のカジノで行なわれている。

## 遊び方
3個のサイコロを用いることから、合計出目の最小数は3（  のゾロ目）、最大数は18（  のゾロ目）であり、3個のサイコロの合計出目が4以上10以下を「小」といい、11以上17以下を「大」という。なお出目の最小数3と最大数18は大小のルール上、大でも小でもないゾロ目に分類される。
比較的類似するルーレットと異なり、サイコロは完全密封された機械容器の中に入っており、蓋（不透明の取り外し可能な外蓋と固定された透明の中蓋の二重蓋。外蓋を外してもサイコロに手を触れられるようにはならない）をして機械によりシャッフルし、出目が決定した後にその出目を予想してテーブル上にチップを置くことにより賭け（ルーレットと同様に置く場所によって予想を示す）、その後、外蓋を開いて出目を開示する。

### 予想の区分
予想の区分は以下の6種類があり、それによって当たった時の倍率も異なる。倍率はイギリス基準。マカオのカジノではこれより低い倍率である（特定のゾロ目を当てた場合で151倍など）。このページの表記では日本式に掛け金を含めているが、本来の表記は掛け金を含んでいない。
- 「大」か「小」かを当てるもの。当たれば2倍。
  - ただしゾロ目は大でも小でもない独立区分である。
- 「偶数」か「奇数」かを当てるもの。当たれば2倍。
  - ただしゾロ目は偶数でも奇数でもない独立区分である。
- サイコロの合計出目を当てるもの。4から17まで。合計出目が当たっていても、ゾロ目であれば不的中とされ、6・9・12・15は組み合わせ数がそれぞれ一つずつ少ない。
  - 3と18は、1と6のゾロ目を当てさせる区分に含まれるので、この区分には無い。
  - 出目によって配当が異なる。配当率は賭けるチップを置く場所に予想出目と共に書かれている。外側（3・18に近い）ほど高配当である。当たれば7倍～61倍。
- サイコロの3個の目の内、１個の出目を当てさせるもの（シングル、あるいはストレートと呼ばれる。ルーレットのストレートと同じ意味）。2個的中、ゾロ目（3個）的中ではより配当が高くなる（例えば  の目に賭けて  という出目ならば2倍、 という出目ならば3倍、 という出目ならば4倍の配当がある）。
- 3個のサイコロの内、2個の出目を予想させるもの。当たれば、ダブル（2個同一目。 、 など。ただしゾロ目を除く）が12倍、コンビネーション（異なる2個の目。 、 など）が7倍。
- ゾロ目を当てさせるもの。単にゾロ目であることを当てる賭け方（当たれば31倍）と、特定のゾロ目数値を当てる賭け方（当たれば181倍）がある。なおゾロ目が出た場合、ゾロ目に賭けたものと、1つの目に賭けたもの以外は親の総取りとなる（ルーレットにおける「0」と同じ）。

### 配当
配当の率は的中確率により決まっており、最低倍率の2倍から最高倍率の181倍まである。最低倍率は「大 or 小」「偶数 or 奇数」を当てる区分に賭けて的中した場合であり、最高倍率はゾロ目の出目が的中した場合である。

## カジノでの大小
マカオのカジノでは最も人気のある賭博の一つであり、ほとんどのカジノに大小の台が設けられている。店舗間や、同一店舗内でも台により異なるが、目の大小を当てる場合の最低賭け金は概ね50パタカ（またはほぼ等価の50香港ドル）、それ以外の部分に賭ける場合は概ね20パタカ（または20香港ドル）となっており、マカオのカジノの中では最も少ない元手で遊ぶことが出来る種目の一つである。ただし、50パタカのテーブルは非常に少なく、ほとんどの台は最低賭け金は300パタカ以上に設定されている。現地ではゾロ目をエニートリプルと呼ばれており、ディーラーの総取りとなるが、当てられれば25倍となる。